# John Barber
John Barber, britanski dirkač Formule 1, * 22. julij 1929, Little Marlow, Buckinghamshire, Anglija, Združeno kraljestvo, † 4. februar 2015, Palma de Mallorca, Majorka, Španija.

## Življenjepis
V svoji karieri je nastopil le na prvi dirki sezone 1953 za Veliko nagrado Argentine, kjer je z dirkalnikom Cooper T23 moštva Cooper Car Company zasedel osmo mesto z več kot sedmimi krogi zaostanka za zmagovalcem.

## Popolni rezultati Formule 1
(legenda) (odebeljene dirke pomenijo najboljši štartni položaj, poševne pa najhitrejši krog, †-uvrščen kljub odstopu)
| Leto | Moštvo             | Šasija     | Motor              | 1     | 2   | 3   | 4   | 5   | 6  | 7   | 8   | 9   | Prv | Toč |
| ---- | ------------------ | ---------- | ------------------ | ----- | --- | --- | --- | --- | -- | --- | --- | --- | --- | --- |
| 1953 | Cooper Car Company | Cooper T23 | Bristol Straight-6 | ARG 8 | 500 | NIZ | BEL | FRA | VB | NEM | ŠVI | ITA | -   | 0   |